# 奥村彰一
奥村 彰一（おくむら しょういち、1989年12月6日 - ）は、日本の画家。

## 人物
幼い頃から絵とピアノに親しみ、2009年に多摩美術大学日本画学科に入学した。学部在学中の2011年、中国の中央美術学院へ留学し、そこで花鳥画、山水画、人物画などの中国画的技法を学んだ。また留学中はスリランカ・コンゴ出身の学生とバンドを組み、オリジナルの曲を発表した。
2013年帰国後より、伝統的な日本画的要素と中国画的要素を合わせた「おねえ山水・おじい山水」シリーズの制作を始めた。その他、年画、吉祥画等をモチーフとし制作活動を続ける。学生時代の東南アジアの旅を経て、画面に南国的要素が出現する様になった。
奥村は自身の作品について、園林や山水画（特に北宋山水）の持つ曼荼羅的構造を根底に持った桃源世界の表現であると語っている。（第20回岡本太郎現代芸術賞展パンフレットより）

## 受賞歴
- 2012年
  - 北京留学生音楽比赛 3位入賞 @中国音楽学院/北京
- 2013年　
  - 第13回福知山市佐藤太清賞 入選
- 2014年
  - 雪舟国際美術協会日本画特別選抜展 入選
  - Shell美術賞2014 入選
  - Face2015 損保ジャパン日本興亜美術賞 入選
  - Next Art 入選
- 2015年
  - Art Award Tokyo 丸の内 2015 シュウウエムラ賞受賞
  - Shell美術賞2015 入選
  - Face2016 損保ジャパン日本興亜美術賞 入選
- 2016年
- トーキョーワンダーウォール2016　石原慎太郎賞受賞  公募 -日本の絵画2016-　入選
  - 第20回岡本太郎現代芸術賞 入選
- 2017年

　a.a.t.m. アートアワードトーキョー丸の内2017　
  今村有策賞・フランス大使館賞・丸の内賞（オーディエンス賞）受賞

## 展示歴
- 2012年
  - 中央美術学院美術館企画展にてピアノ演奏 @中央美術学院美術館/北京
- 2013年
  - 佐藤大青賞巡回展
- 2014年
  - オープニング記念取り扱い作家小品展 @スペース2*3/三越前
  - ポンガイズム @デザインフェスタギャラリー原宿/原宿
  - オフィス展 @Rayビル マックレイ株式会社/西麻布
  - 奥村彰一個展 -山水气氛- @GALLERY b. TOKYO/京橋
  - 山本冬彦コレクション展 @Galleryやさしい予感/目黒
  - Fad Fair @The Artcomplex Center of Tokyo/新宿
  - New City Art Fair 台北 @松山文創園區/台北
  - Shell美術賞展2014 @国立新美術館/六本木
- 2015年
  - 扱い作家小品展2015 @スペース2*3/三越前
  - next展 @麗人社/銀座
  - Roppongi αArtweek @深作眼科画廊/六本木
  - INTRO 3 -コレクター山本冬彦が選ぶ若手作家展-
  - 東京五美術大学連合卒業・修了制作展 @国立新美術館/六本木
  - 多摩美術大学卒業有志展「色さざれ」 @洋協ホール/銀座
  - FACE展 2015損保ジャパン日本興亜美術賞展 @東郷青児記念 損保ジャパン日本興亜美術館/新宿
  - Next Art展 松屋/銀座
  - 奥村彰一個展 -山水气氛vol.2- @GALLERY.b.TOKYO/京橋
  - 和を紡ぐ @FEI ART MUSIUM YOKOHAMA/横浜
  - 二人展「Dialogue」 @スペース2*3/三越前
  - 「女-その摩訶不思議な生き物-」 @FEI ART MUSEUM YOKOHAMA/横浜
  - 「現代美術への誘い 丸山コレクション展」 @E&C GALLERY/福井市
  - 「PrologueXI」 @GALLERY ART POINT/銀座
  - 「2015 Summer 三越美術特選会」 @日本橋三越/日本橋
  - Art Award Tokyo 丸の内 2015 @丸ビル丸キューブ/東京
  - 日中現代墨画会展2015 @高崎シティーギャラリー/高崎市
  - Shell美術賞展2015 @国立新美術館/六本木
  - 第22回雪舟国際美術協会展 @国立新美術館/六本木
- 2016年
  - 個展「桃源小旅行」 @Shonandai MY Gallery/六本木
  - Young Art Taipei 2016 @シェラトンホテル/台北
  - 山本冬彦選抜全国若手作家交流展in京都 @Gallery Little House/京都
- 2017年
  - 第20回岡本太郎現代芸術賞展
  - 奥村彰一個展 -洞天風味-  @The Artcomplex Center of Tokyo/東京
  - 福爾摩沙國際藝術博覽會　(誠品行旅/台湾)
  - 新鋭作家セレクション（シルクランド画廊/東京）
  -  Liu展2017 日中韓若手作家の展覧会（Gallery Concept 21/東京)
  -  a.a.t.m. アートアワードトーキョー丸の内2017(東京駅丸の内口　行幸地下ギャラリー/東京)
  - 公益法人佐藤国際文化育英財団　第26回奨学生美術展(佐藤美術館/東京)
  -  物化の際 WHILE ALL THINGS CHANGE（Kiyoshi art space/東京）
- 2018年

　　・奧村彰一個展「仙界模様」アワードトーキョー 丸の内 2017 在日フランス大使館賞展（アンスティチュフランセ東京/東京）